# Piedad Mármol
Piedad Mármol de Dodson ( 1939) es una botánica ecuatoriana. Ha realizado extensas expediciones botánicas a la Sudamérica Tropical: Colombia, Ecuador.

## Algunas publicaciones

### Libros
- Calaway H. Dodson, Piedad Mármol de Dodson. 1980. Orchids of Ecuador: Icones Plantarum Tropicarum, Series I, Fascs. 1-4, Planchas 1 a 400. Marie Selby Botanical Gardens
- ---------, ---------. 1982. Orchids of Ecuador: Icones Plantarum Tropicarum, Series I, Fasc. 5, Planchas 401 a 500. Marie Selby Botanical Gardens
- ---------, ---------. 1984. Orchids of Ecuador: Icones Plantarum Tropicarum, Series I, Fasc. 10, Planchas 901 a 1000. Marie Selby Botanical Gardens
- ---------, ---------. 1989. Orchids of Ecuador. Volumen 2 de Icones Plantarum Tropicarum, Series. Missouri Botanical Garden. 444 pp.
- ---------, ---------. 1991. Orchids of Ecuador: Icones Plantarum Tropicarum, Series I, Fascs. 5-6, Planchas 401 a 600. Missouri Botanical Garden

## Honores
- (Orchidaceae) Sobralia piedadae Dodson[2]

- La abreviatura «P.M.Dodson» se emplea para indicar a Piedad Mármol como autoridad en la descripción y clasificación científica de los vegetales.[3]